# イナコスの橋

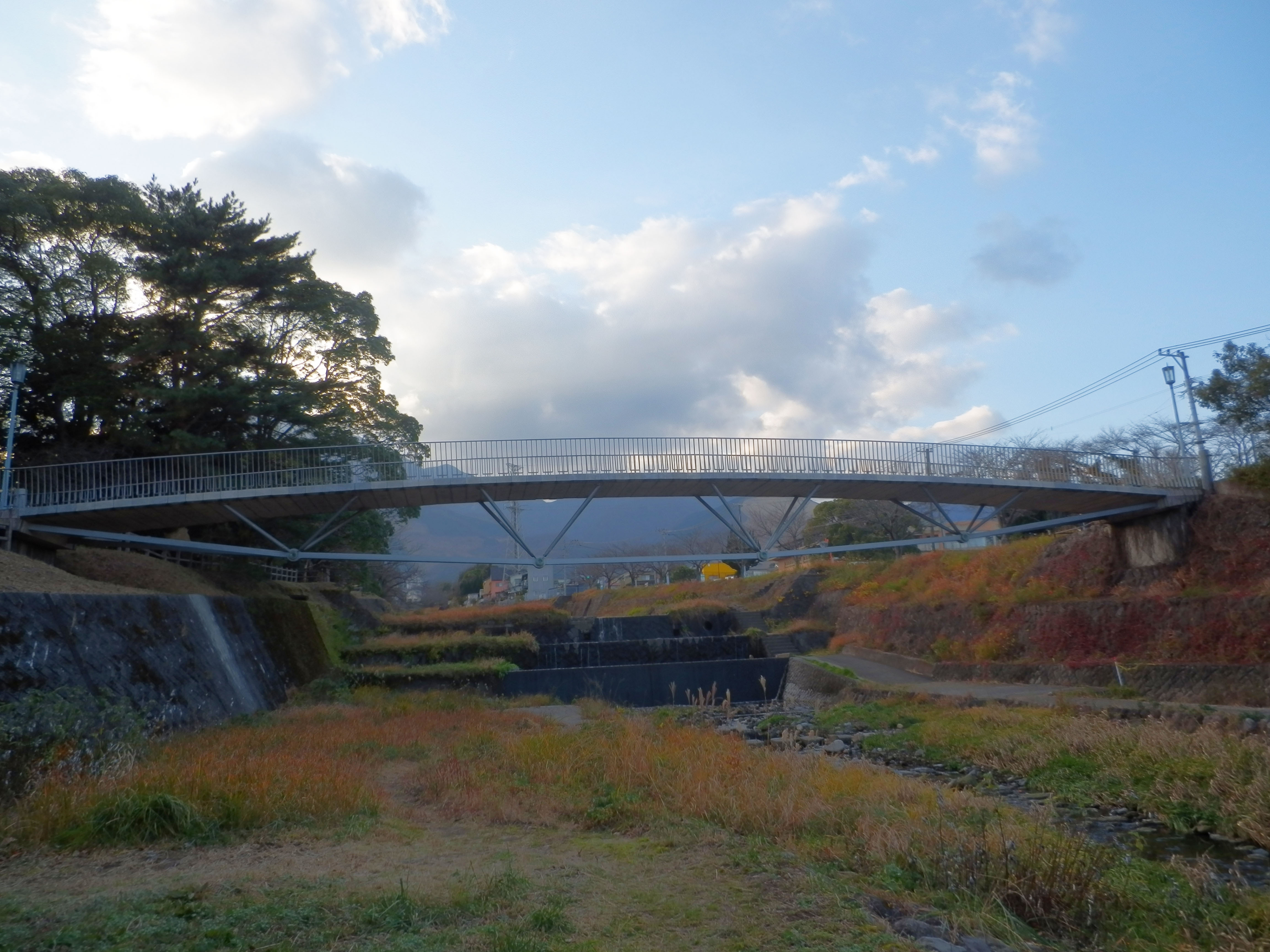
イナコスの橋

イナコスの橋（イナコスのはし）は、大分県別府市荘園町にある歩道橋。境川に架かり、南立石公園と国立病院機構西別府病院とを結んでいる。設計は川口衞。イナコスの橋という名称は、ギリシア神話の川の女神であるイーナコスに因んで名付けられた。

## 構造
サスペンション（吊り）構造とアーチ構造を組み合わせたサスペン・アーチ橋で、78枚の花崗岩を床版として木琴のように並べ、石材内部にピアノ線を通して両岸に固定している。延長35.7m、幅員2-2.9m。床版に用いられた花崗岩は、別府市の友好都市である中華人民共和国山東省烟台市産のものである

## 受賞
- 土木学会田中賞作品賞（1994年）[3]
- 日本建築学会作品選奨（1996年）[4]
- 土木学会デザイン賞2005 優秀賞[5]